# Aceroides latipes
Aceroides latipes är en kräftdjursart som först beskrevs av Georg Ossian Sars 1882.  Aceroides latipes ingår i släktet Aceroides och familjen Oedicerotidae.

## Underarter
Arten delas in i följande underarter:
- A. l. latipes
- A. l. distinguendus
- A. l. robusta